# 王诤
王诤（1909年5月16日—1978年8月13日），原名吴人鉴，字凤岗，号雨峰，江苏武进人，中华人民共和国军事人物、政治人物。1955年被授予中国人民解放军中将军衔并获一级八一勋章、一级独立自由勋章、一级解放勋章。

## 生平

### 參加國軍
幼年读私塾，1924年，考入苏州工专高中部。1927年，从江苏省立第二高级中学毕业。1928年2月，考入南京军事交通技术学校（后改称中央军事政治学校交通大队，不久又并入黄埔军校第六期），学习无线电通信技术。1929年春，分配到中华民国国军第九师任无线电台报务员。1930年9月，调第十八师张辉瓒部任中尉报务员，参加对中央苏区第一次围剿战争。

### 投降後加入紅軍

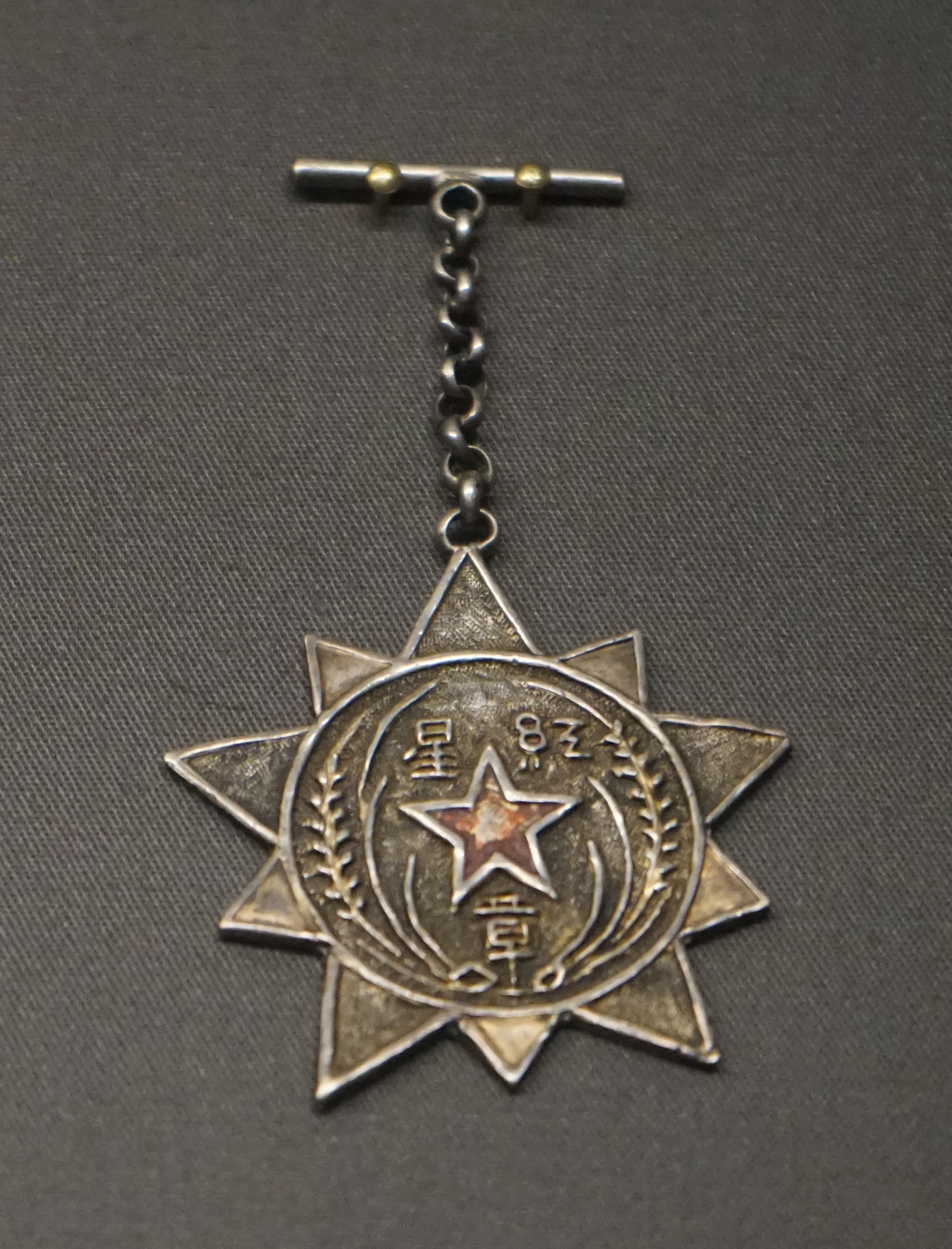
1934年周恩来代表中央革命军事委员会在中华苏维埃第二次全国代表大会上颁发给王诤的二等红星奖章

1930年12月龙岗战斗中，第十八师全军覆没，王诤被俘。之后经动员，参加中国工农红军。1931年1月，负责组建红一方面军总部无线电队，任队长。同年2月至1932年2月，任中革军委总参谋部无线电侦察训练班负责人、队长。1931年5月成立红一方面军总司令部电台大队，任大队长，12月任无线电总队总队长。1931年11月，被推选为出席中华苏维埃第一次全国代表大会代表，并荣获二等红星奖章。
1932年至1934年1月，任红一方面军司令部通信主任。1934年1月至1937年7月，任中央革命军事委员会总司令部通信局局长。
1934年9月，加入中国共产党。10月参加长征。同年兼红军通信学校校长。参加创建中央苏区和工农红军无线电通信事业，完成中央革命根据地第二至第五次反围剿战争中通讯联络任务，培养红军通讯人才。1935年8月任中革军委通信科科长。9月红军陕甘支队成立任司令部通信科科长。同年冬到达陕北后，任军委第三局局长。负责红军东征、西征及同红二、红四方面军通讯联络。
1937年初，入红军大学第二期学习。抗日战争时期，1937年7月至1945年8月，任中共中央军委总参谋部第三局局长；1940年1月至1945年8月，兼第三局政治委员。1938年3月至1941年1月，任中共中央军委军事工业局副局长、兼通信学校政治委员；创建解放区第一个广播电台。
1945年4月至6月，以中直、军直代表团成员出席中共七大。同年9月至1949年9月，任中共中央军委总参谋部第三局局长、作战部副部长（1945年11月起）。1947年3月，任中共中央后方委员会委员。1949年5月，起任中华全国民主青年联合总会委员。同月起兼中共中央军委电信总局局长。

### 中华人民共和国时期
中华人民共和国成立后，1949年10月至1954年9月，任中央人民政府邮电部副部长。1949年11月至1953年5月，兼邮电部党组书记。1950年6月至1954年3月，任中央人民政府人民革命军事委员会通信部部长，后改任总参谋部通信部部长，其间，1952年4月至1956年4月，兼中央军委通信部党委书记。1950年10月起，兼重工业部电信工业管理局局长。1951年12月至1954年，任中央军委直属队总党委委员。1956年4月至1958年10月，任国防部航空工业委员会委员。
1956年4月至1959年4月，任中国人民解放军通信兵部主任。1956年10月至1958年7月，兼任通信兵部党委第一书记。1957年3月至11月，兼任军事电子研究院院长，8月至12月，任院临时党委书记。同年11月至1964年12月，任国防部第五研究院副院长（至1959年2月）。1957年12月至1963年3月，任研究院党委副书记兼第二分院院长（至1959年2月）。1959年4月至1960年8月，任解放军总参谋部通信兵部党委常务委员。1963年3月至1964年9月，兼任第四机械工业部党组书记，1963年3月至1967年5月，任第四机械工业部部长，1964年9月至“文化大革命”初期兼任第四机械工业部党委书记。
文化大革命初期接受批斗。1967年5月，被“隔离审查”遭迫害。1972年7月，恢复工作。1972年9月至1978年8月，再任第四机械工业部部长、党的核心小组组长（至1977年9月）。1977年9月至1978年8月，兼任第四机械工业部党组书记。1977年4月至1978年8月，任中国人民解放军副总参谋长兼总参谋部电子对抗部部长。1977年9月至1978年8月，兼任总参谋部党委常务委员。1977年8月至1978年8月，任中共中央军事委员会委员。
1955年被授予中国人民解放军中将军衔，获一级八一勋章、一级独立自由勋章、一级解放勋章。中华人民共和国第三届国防委员会委员。第一、第二、第三届全国人大代表。中共第十、第十一届中央委员。1978年8月13日，因病在北京逝世。

## 家庭
王雷雷：王诤之孙，1974年生，1996年毕业于清华大学电子工程系，现任空中集团（kong.net）董事长，曾在TOM集团任首席执行官、执行董事。